# 塞利根施塔特
塞利根施塔特（德語：Seligenstadt，發音：[ˈzeːlɪɡn̩ˌʃtat] ⓘ）是德国黑森州达姆施塔特行政区奥芬巴赫县的城市，面积30.85平方千米，2023年12月31日人口为21,752人。